# Wilcza Góra (przystanek kolejowy)
Wilcza Góra – nieczynny przystanek kolejowy a dawniej stacja w Wilczej Górze na linii kolejowej nr 241, w województwie kujawsko-pomorskim.
Obiekt został zbudowany w 1909 roku. Do obiektu przylega szkieletowy magazyn; podobnej konstrukcji jest także stojący obok szalet. 